# أرناد
أرناد، (بالإنجليزية: Arnad)، (الإيطالية:Arnà)، هي بلدة و(بلدية) في وادي أوستا، في شمال غرب إيطاليا.

## السكان
في سنة 1861 بلغ عدد السكان 1٬550 نسمة، وتطور العدد ليصل في سنة 2011 لـ 1٬294 نسمة.
يظهر هذا المخطط البياني تطور النمو السكاني لـ أرناد